# Аватар, або заміна душ
«Аватар, або заміна душ» (пол. „Awatar”, czyli zamiana dusz) — польський художній фільм 1964 року, автором діалогів, сценаристом та режисером якого є Януш Маєвський. Телевізійна адаптація роману «Аватар» французького письменника Теофіля Готьє. Фільм відкрив серію телевізійних фільмів на межі з гротеском, фантастикою та жахами, які неофіційно отримали назву несамовиті оповідання.

## Сюжет
Події фільму розгортаються в Парижі XIX століття. У палаці Фабурж Сент-Оноре мешкає любляча подружня пара — Магдалена Наташа Лабінська та граф Ольгерд Лабінський. Обоє — польські патріоти, а їх найбільшим подружнім секретом є читання фрагментів поеми Адама Міцкевича «До М***».
У графиню закоханий паризький юнак Октавіус де Савіль. Не взмозі здобути прихильність графині, він починає пошуки ліків проти кохання, яке завдає йому болі. Він звертається до диявольського доктора Шарбонно, який підказує йому ідею обміну душею з індійських практик: душа молодої людини увійде в тіло графа. Обмін відбувається, однак, це не вирішує сердечних страждань Савіля. Октавіус навіть у тілі чоловіка графині не може оволодіти Магдаленою, оскільки не знає віршів Міцкевича. Графиня відштовхує його. У свою чергу Лабінський, замкнутий у своєму новому тілі, вирішує боротися за те, що він втратив. Шарбонно повторює процедуру з обміном і повертає душу графа до його тіла, однак, нудьгуючи у своєму тілі, Шарбонно переселяється в тіло Октавіуса й втікає.

## У ролях
- Ванда Кочеська у ролі графині Магдалени Наташі Лабінської
- Ян Махульський у ролі Ольгерда Лабінського
- Генрик Буколовський у ролі Октавіуса де Савіля
- Густав Голоубек у ролі доктора Бальтазара Шарбонно
- Казимєж Рудзький у ролі психіатра
- Кжиштоф Литвин у ролі Альфреда, друга Октавіуса
- Ришард Котис у ролі слуги Лабінського
- Луцян Зітріг у ролі слуги
- Стефанія Колодзєйчик у ролі Герміни, покоївки графині
- Бронислав Бронський у ролі слуги

та інші

## Нагороди
- 1966 – нагорода FIPRESCI в Монте-Карло на Міжнародному фестивалі телевізійних фільмів
- 1966 – Нагорода голови Комітету у справах Радіо й Телебачення для Януша Маєвського
- 1967 – Золотий астероїд на Міжнародному фестивалі фантастичних фільмів у Трієсті